# Governo Martens III
Il Governo Martens III fu il governo federale del Belgio in carica dal 18 maggio al 22 ottobre 1980. Il governo cadde dopo 5 mesi il 7 ottobre 1980. Il governo includeva il Partito Popolare Cristiano - Partito Sociale Cristiano, il Partito Socialista Differente - Partito Socialista e i liberali del Partito per la Libertà e il Progresso - Partito Riformatore Liberale.
Il governo seguì al governo Martens II e fu seguito dal governo Martens IV.
Durante questo governo sono proseguiti i lavori sulla Riforma statale del 1980.
Il governo ha attraversato i conflitti tra i partiti liberali e i partiti socialisti.

## Composizione
Il governo è composto da 27 ministri e 9 segretari di stato. La distribuzione era: CVP (10), PS (7), PSC (6), PVV (5), PRL (4) e SP (4).
| Ministro                                                    | Titolare                    | Partito | Partito |
| ----------------------------------------------------------- | --------------------------- | ------- | ------- |
| Primo ministro                                              | Wilfried Martens            |         | CVP     |
| Vice Primo ministro - Comunicazioni                         | Guy Spitaels                |         | PS      |
| Vice Primo ministro - Giustizia e riforme istituzionali     | Herman Vanderpoorten        |         | PVV     |
| Affari economici e membro del consiglio dei ministri        | Willy Claes                 |         | SP      |
| Pianificazione, scienza e membro del consiglio dei ministri | José Desmarets              |         | PSC     |
| Finanze e membro del consiglio dei ministri                 | Robert Henrion              |         | PRL     |
| Lavori pubblici e membro del consiglio dei ministri         | Jos Chabert                 |         | CVP     |
| Affari esteri                                               | Charles-Ferdinand Nothomb   |         | PSC     |
| Difesa                                                      | Charles Poswick             |         | PRL     |
| Salute pubblica, ambiente e famiglia                        | Alfred Califice             |         | PSC     |
| Istruzione                                                  | Willy Calewaert             |         | SP      |
| Agricoltura e classi medie                                  | Albert Lavens               |         | CVP     |
| Comunità fiamminga                                          | Rika De Backer              |         | CVP     |
| PTT e pensioni                                              | Herman De Croo              |         | PVV     |
| Affari sociali                                              | Luc Dhoore                  |         | CVP     |
| Comunità fiamminga                                          | André Kempinaire            |         | PVV     |
| Bilancio                                                    | Gaston Geens                |         | CVP     |
| Affari valloni                                              | Jean-Maurice Dehousse       |         | PS      |
| Istruzione                                                  | Guy Mathot                  |         | PS      |
| Commercio estero                                            | Robert Urbain               |         | PS      |
| Cooperazione allo sviluppo                                  | Mark Eyskens                |         | CVP     |
| Occupazione                                                 | Roger De Wulf               |         | SP      |
| Comunità fiamminga                                          | Marc Galle                  |         | SP      |
| Comunità francofona                                         | Michel Hansenne             |         | PSC     |
| Regione di Bruxelles                                        | Cécile Goor                 |         | PSC     |
| Funzione pubblica                                           | Elie Deworme                |         | PS      |
| Interno e riforme istituzionali                             | Philippe Moureaux           |         | PS      |
| Segretario di Stato                                         | Titolare                    | Partito | Partito |
| Finanze                                                     | Freddy Willockx             |         | SP      |
| Comunità fiamminga                                          | Paul Akkermans              |         | CVP     |
| Comunità fiamminga                                          | Rika Steyaert               |         | CVP     |
| Comunità fiamminga                                          | Lucienne Herman-Michielsens |         | PVV     |
| Comunità francofona                                         | Albert Demuyter             |         | PRL     |
| Regione Vallonia                                            | Pierre Mainil               |         | PSC     |
| Regione Vallonia                                            | André Bertouille            |         | PRL     |
| Regione di Bruxelles                                        | August De Winter            |         | PVV     |
| Regione di Bruxelles                                        | Guy Cudell                  |         | PS      |